# Bandiera della Romania
La bandiera della Romania è un tricolore composto da tre bande verticali uguali blu (dalla parte dell'asta), gialla e rossa. I colori risalgono a quando la Romania nacque dall'unione tra la regione di Moldavia e quella di Valacchia che già dal 1834 avevano dei loro colori e stemmi. Quando si decise l'unità nel 1848 i colori furono riuniti in quella che oggi è l'attuale bandiera con tre bande verticali di ispirazione francese. La bandiera nazionale precedente, quella dello Stato comunista (1947-1989), conteneva lo stemma della Romania comunista al centro della banda gialla. Durante la rivoluzione del 1989 si potevano notare molte bandiere con l'emblema comunista ritagliato ed il governo successivo decise contro l'aggiunta di qualsiasi stemma alla bandiera, come era l'insegna civile durante il Regno di Romania (1881-1947).

## Bandiere storiche

Bandiera della Rivoluzione valacca del 1848
Bandiera dei Principati danubiani (1859-1862)
Bandiera del Principato di Romania (1862-1866)
Bandiera del Principato e poi del Regno di Romania, analoga a quella attuale (1866–1948)
Bandiera della Repubblica Popolare Romena (8 gennaio - 28 marzo 1948)
Bandiera della Repubblica Popolare Romena (1948-1952)
Bandiera della Repubblica Popolare Romena (1952-1965)
Bandiera della Repubblica Socialista di Romania (1965-89)

## Similitudini con altre bandiere
La bandiera è molto simile alla bandiera della Moldavia, poiché i due vessilli hanno la stessa origine, come del resto lingua e cultura dei due Paesi.
La bandiera rumena è inoltre quasi identica alla bandiera del Ciad, con la differenza che le tonalità dei colori usate nella bandiera romena sono leggermente più chiare; ma questo è dovuto a una mera casualità, giacché nessuna relazione sussiste tra di esse. Anche la bandiera del Principato di Andorra, adottata nel 1866, si presenta molto simile a quella rumena.

Bandiera della Moldavia
Bandiera della Romania
Bandiera del Ciad
Bandiera di Andorra